# Norské lidové muzeum
Norské lidové muzeum (norsky Norsk Folkemuseum) leží blízko norského hlavního města Oslo na poloostrově Bygdøy. Umožňuje nahlédnout do norské kultury v průběhu staletí. Bylo založeno v roce 1896 Hansem Aallem.

## Stavby
Toto muzeum je provozované formou skanzenu, je tvořeno selskými domy a dvory, které byly postaveny díky institucím různých norských oblastí, odkud jednotlivé stavby pocházejí. Areál zahrnuje asi 160 budov. Vedle selských obydlí tu jsou také plně vybavené obchůdky a lékárny, a v letním období ulice skanzenu ožijí díky dobrovolníkům, kteří v dobových převlecích předvádějí návštěvníkům život svých předků. Jsou zde vystaveny i řemeslné dílny s plným vybavením.
Ke skvostům muzea patří původní roubený kostel z Golu. Jedná se o kolovou stavbu z 13. století. K dalším pozoruhodným místům patří statek z Raulandu v Numedalu, rovněž ze 13. století. Součástí muzea je také sbírka krajinářských fotografií švédského fotografa Axele Lindahla.
Muzeum spravuje také velký archiv fotografií, včetně významné části děl Anderse Beer Wilseho. V roce 2004 byla správa archivu Bygdøy Kongsgård převedena do muzea. Po celou dobu své existence se výzkum zaměřil na architekturu a nábytek, oděvy a textil, technickou a sociální kulturu, zemědělství, práci a kulturu Sámů.

## Galerie

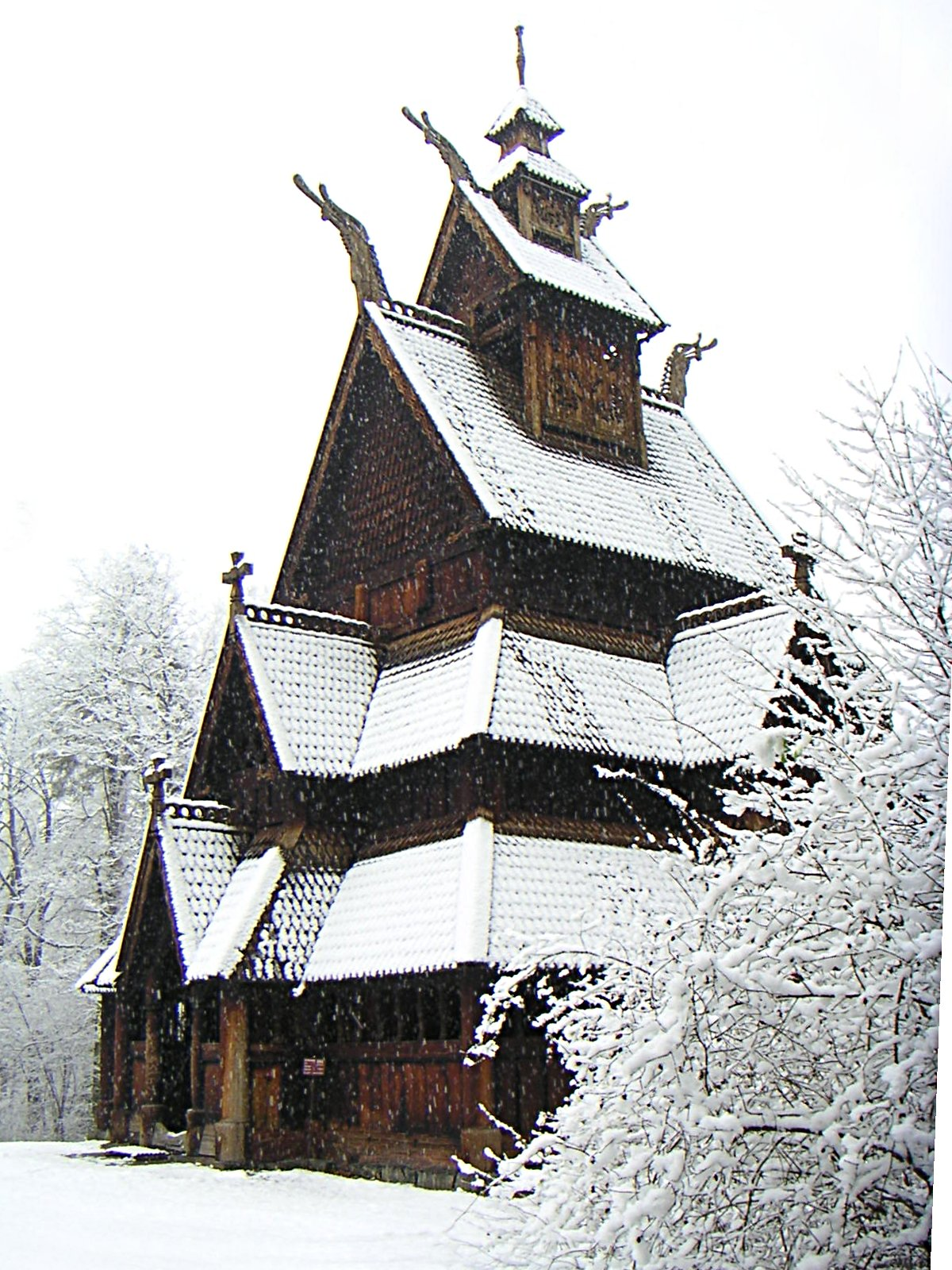
Kostel Gol Stave z roku 1885
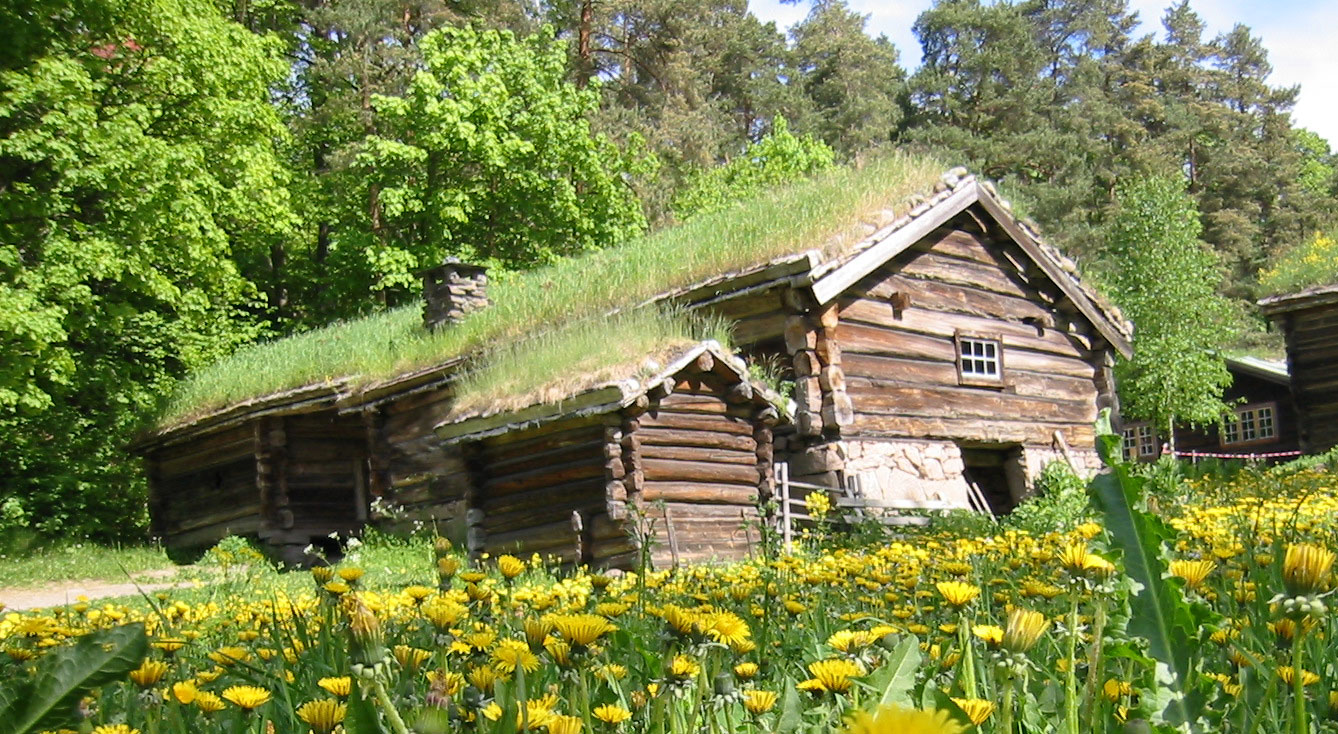
Dřevěné domy z Østerdalu
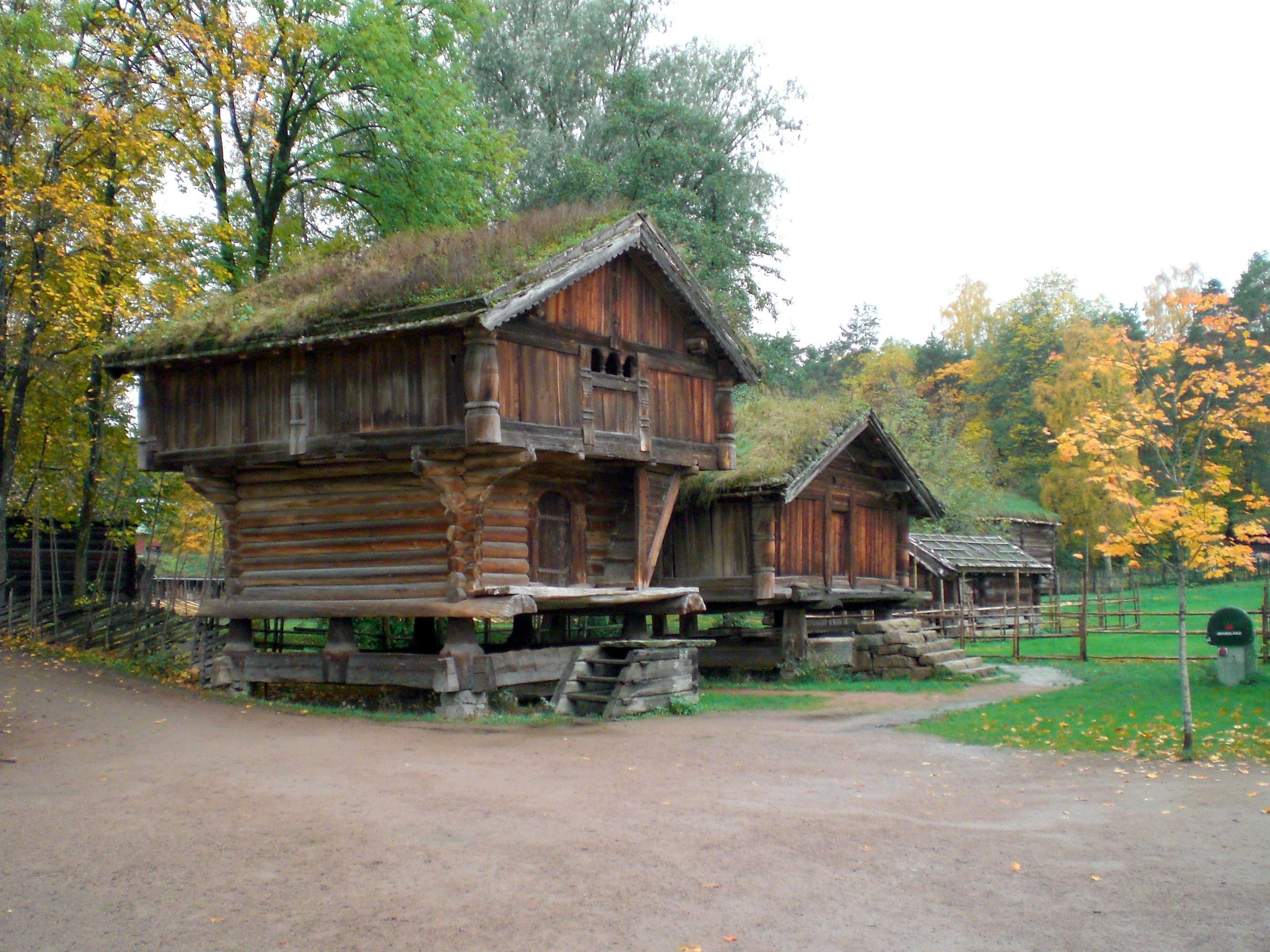
Historické budovy z Hovinu a  Gransheradu v Telemarku
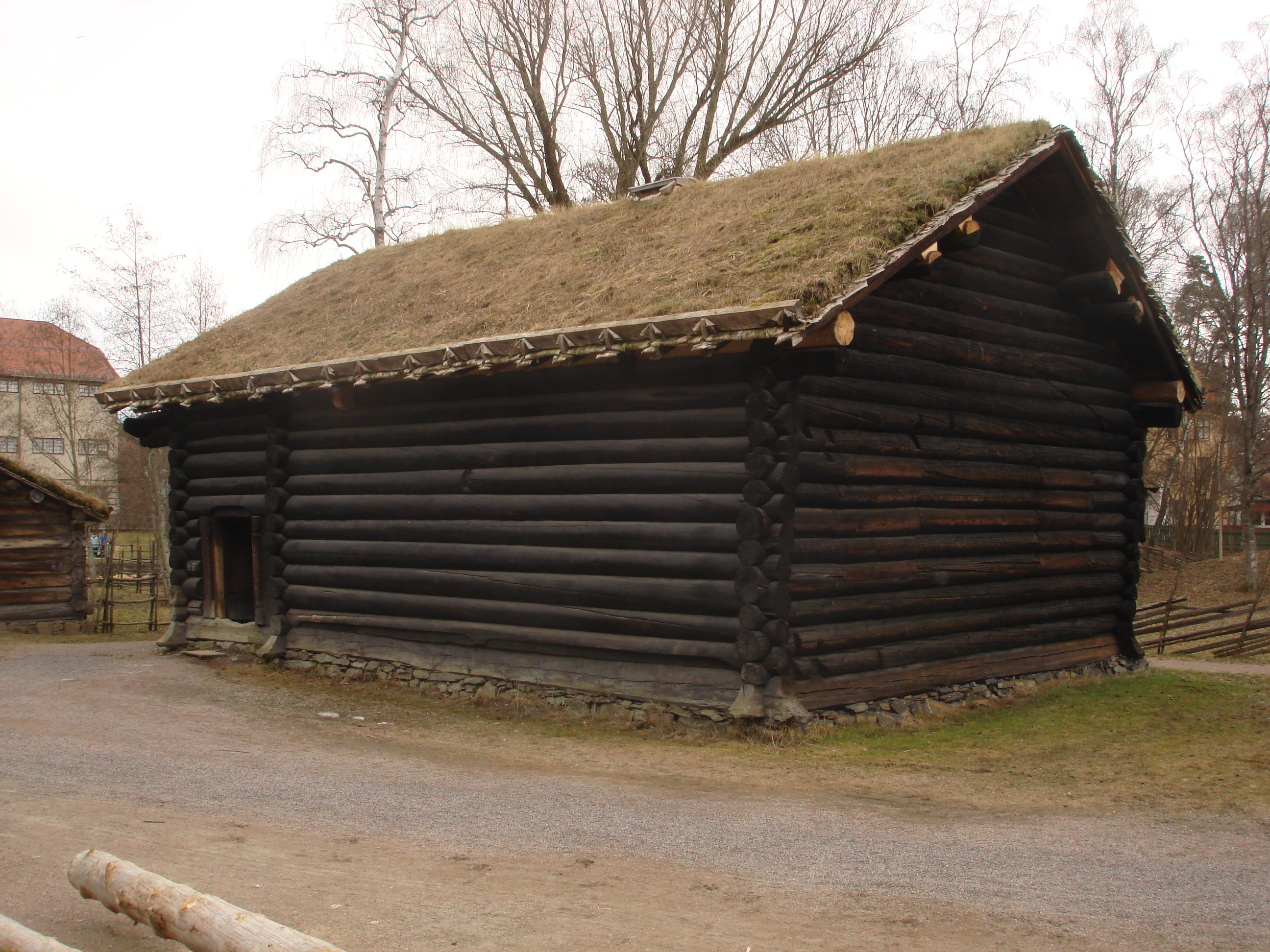
Statek z Raulandu, postavený roku 1238
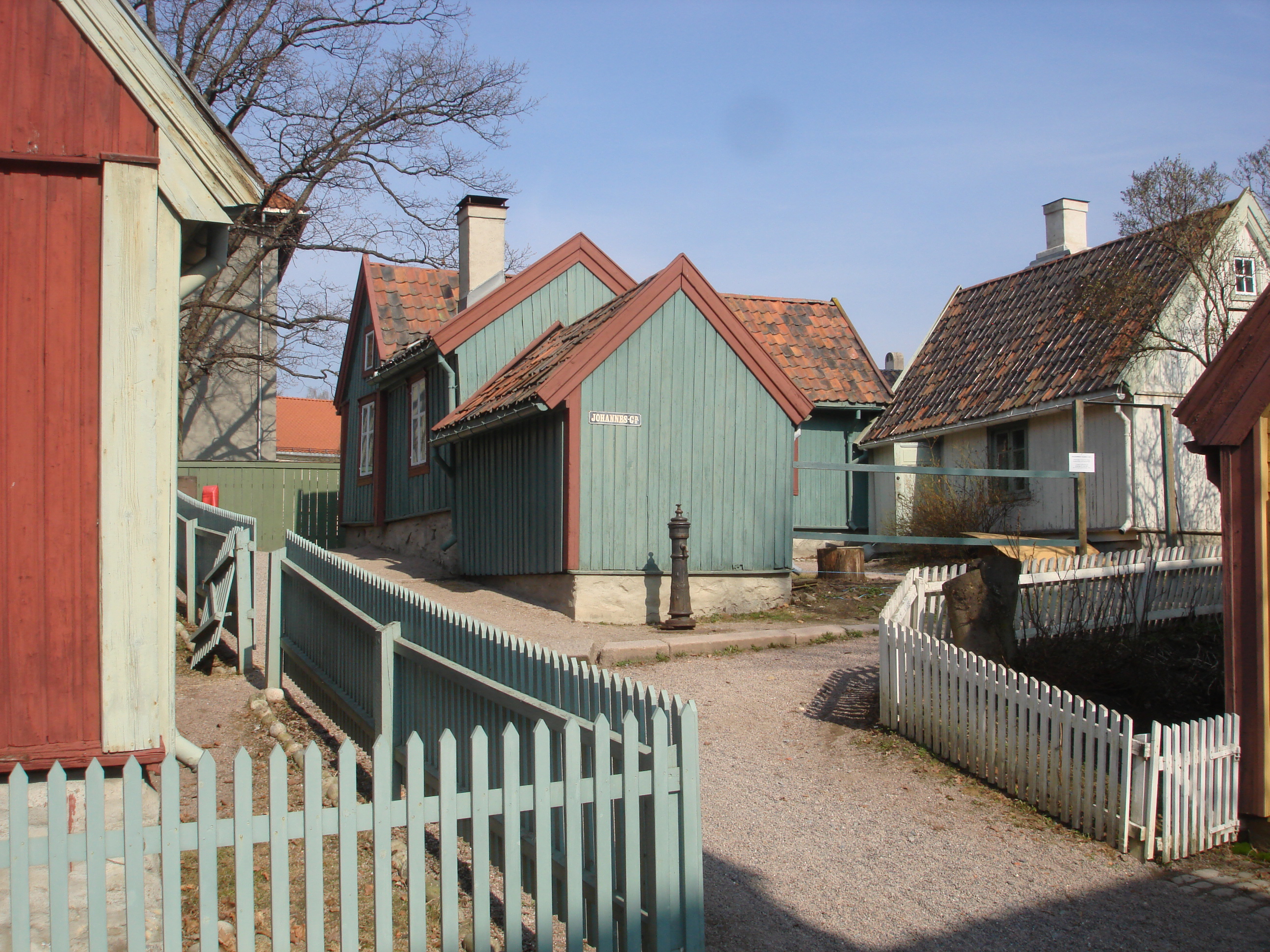
Malé domy, Enerhaugen, Oslo
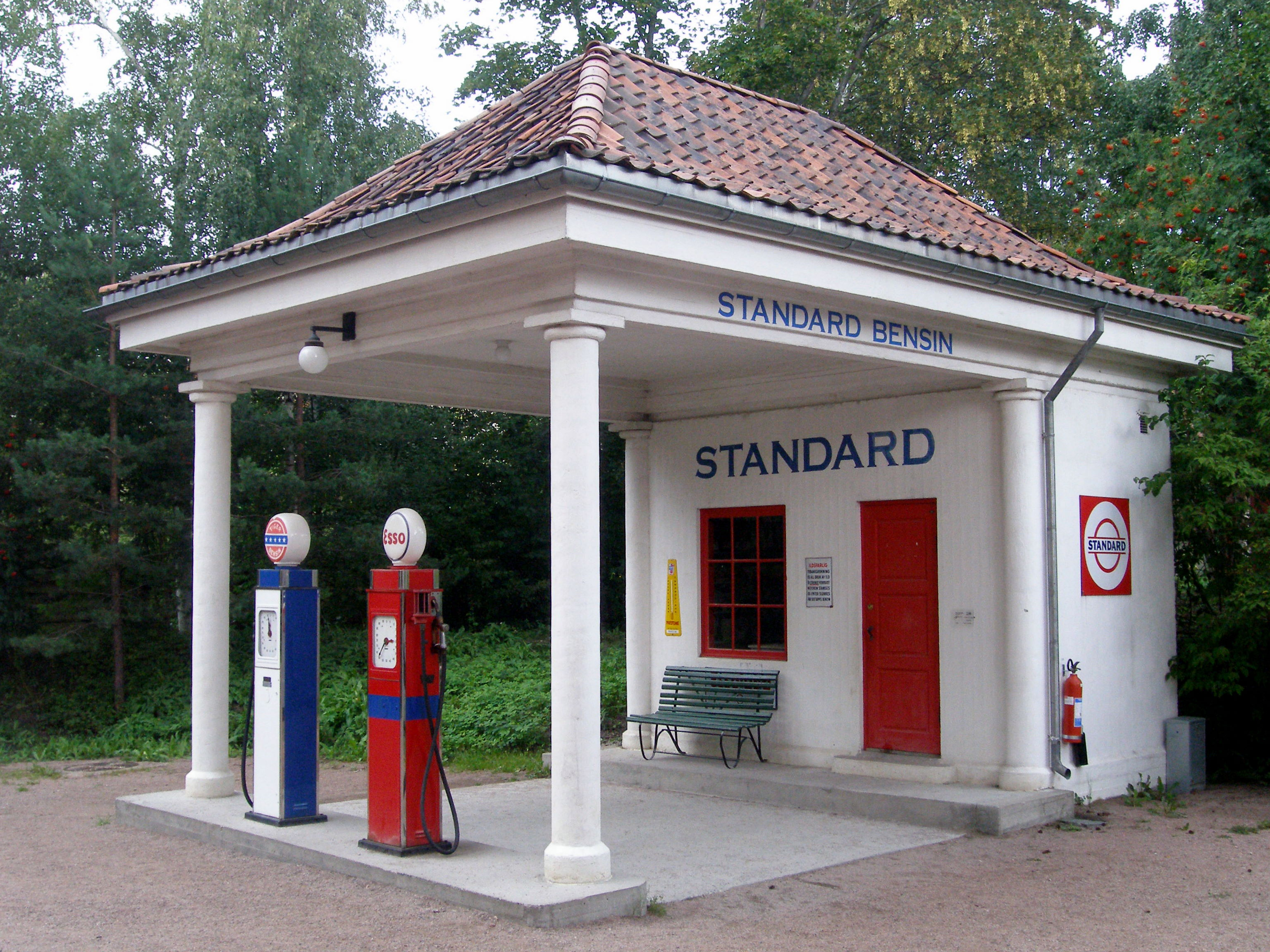
Benzínová pumpa z roku 1928, Holmestrand
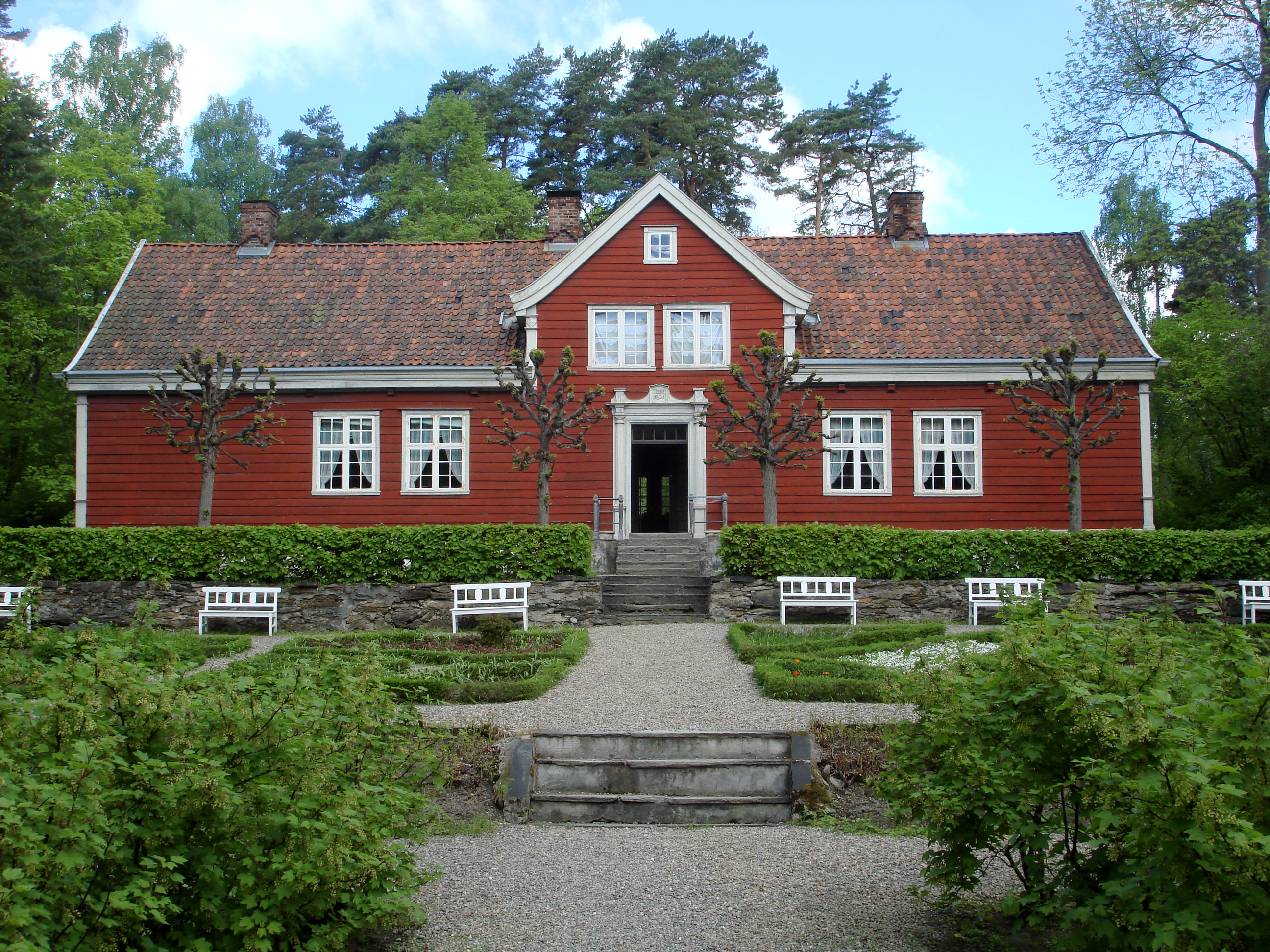
Stavba z Leikangeru
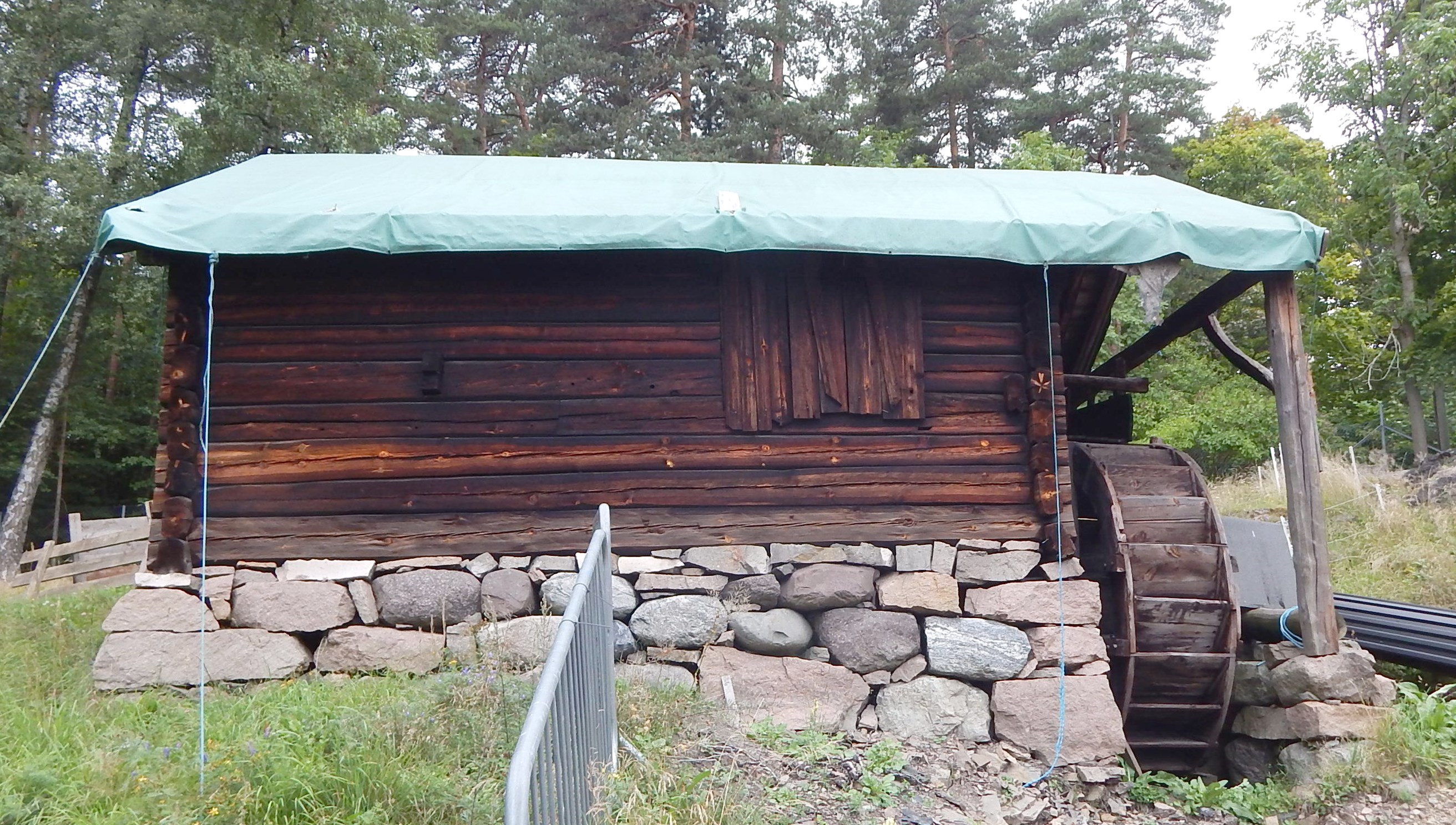
Mlýn, Stordal
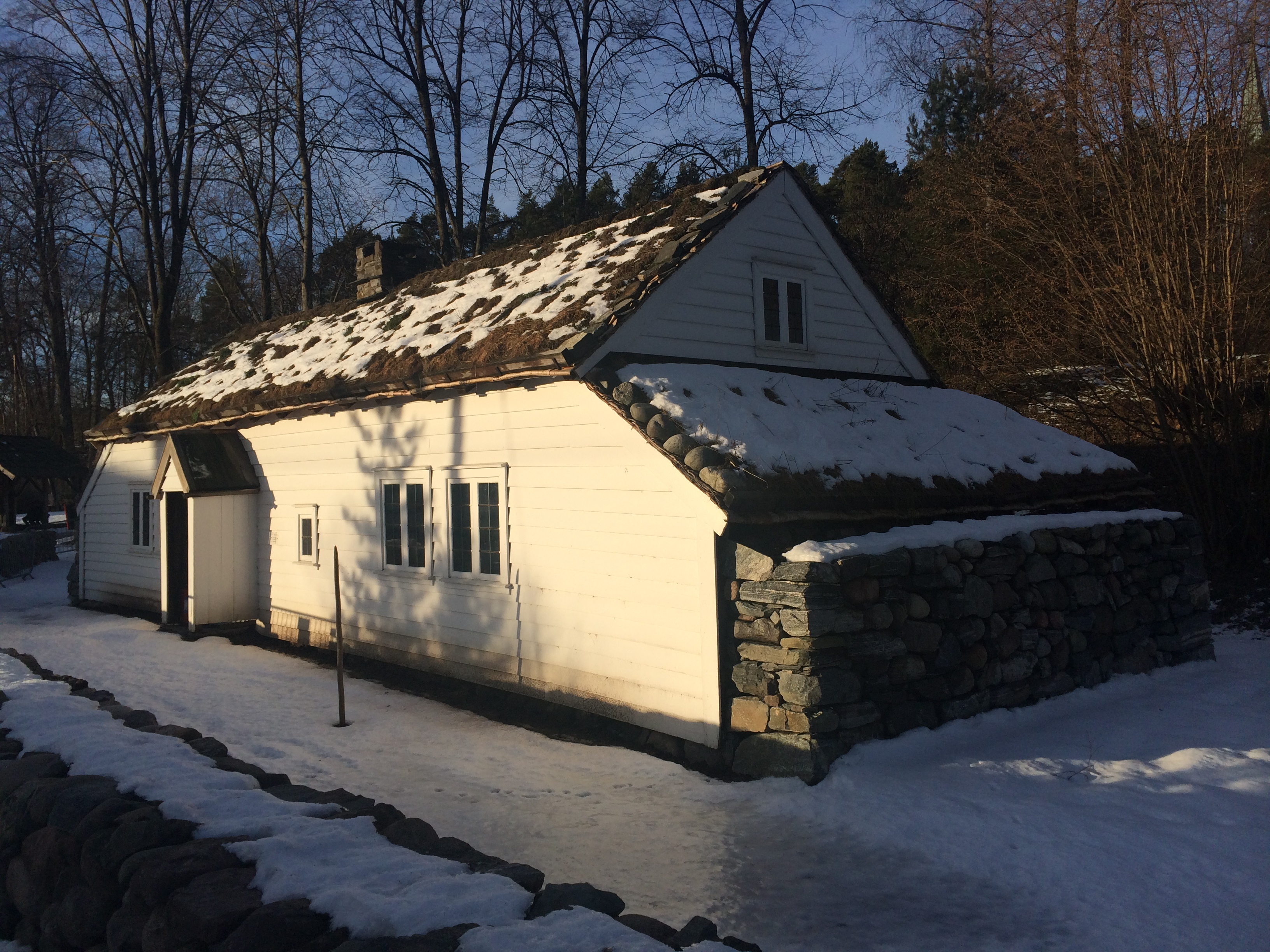
Typická stavba z 19. století z obce Lista
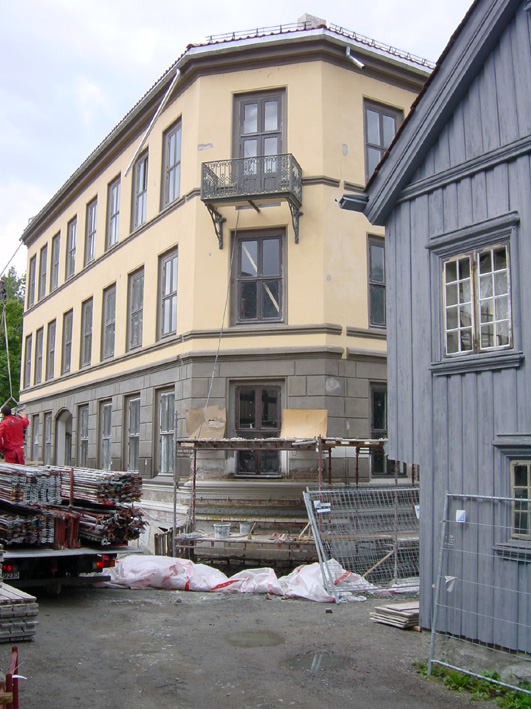
Stavba Wessels gate v Oslo 1865, znovu postaveno roku 2000
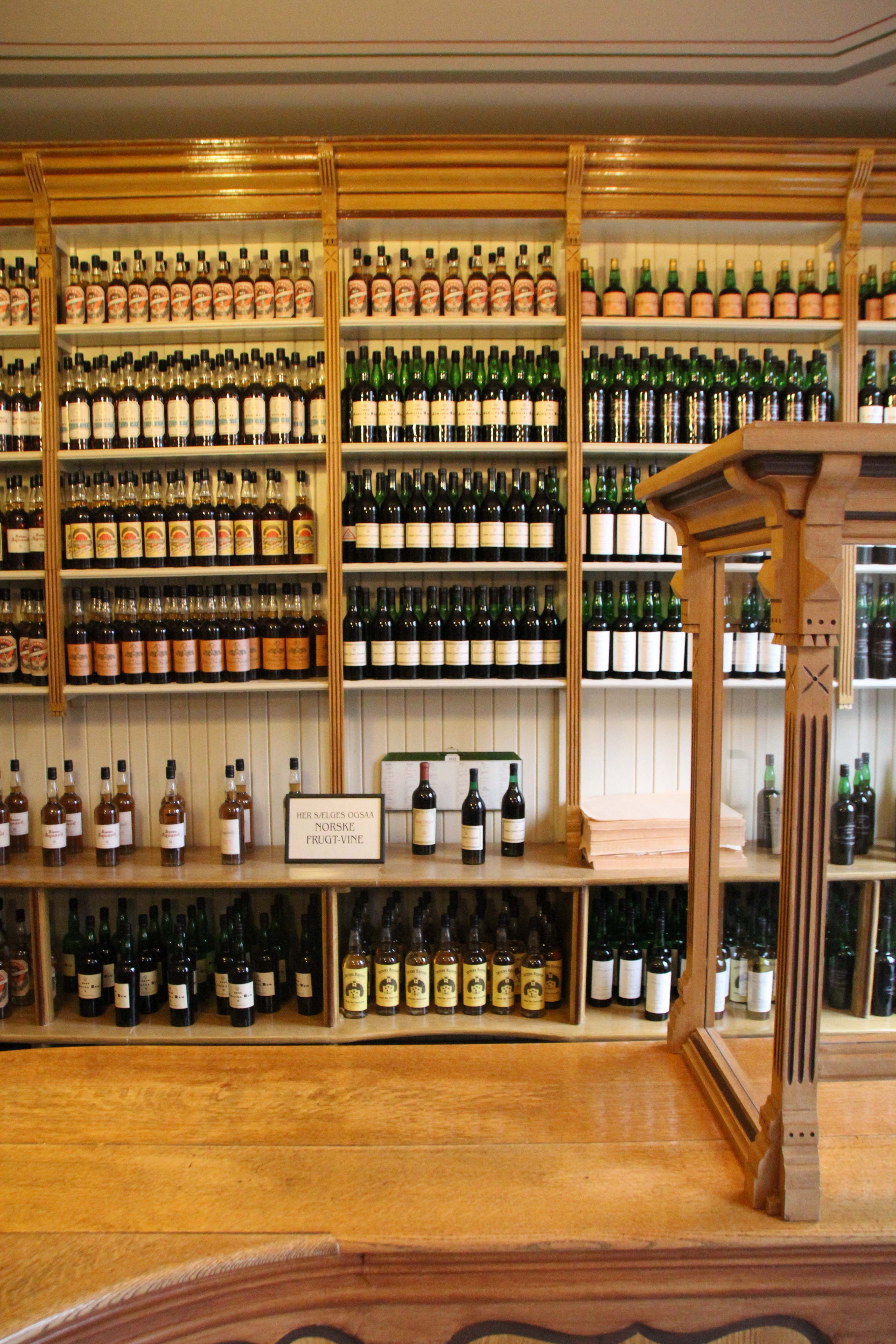
Obchod s alkoholem, Samlaget Holmestrand (1904)
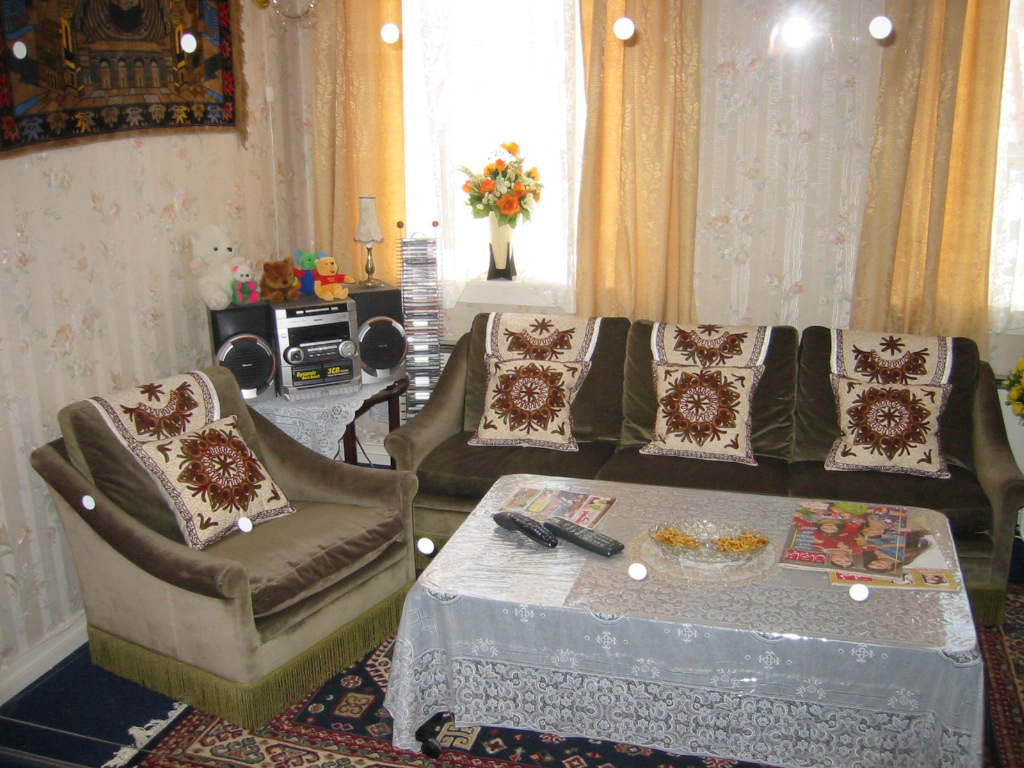
Stavba z roku 1865
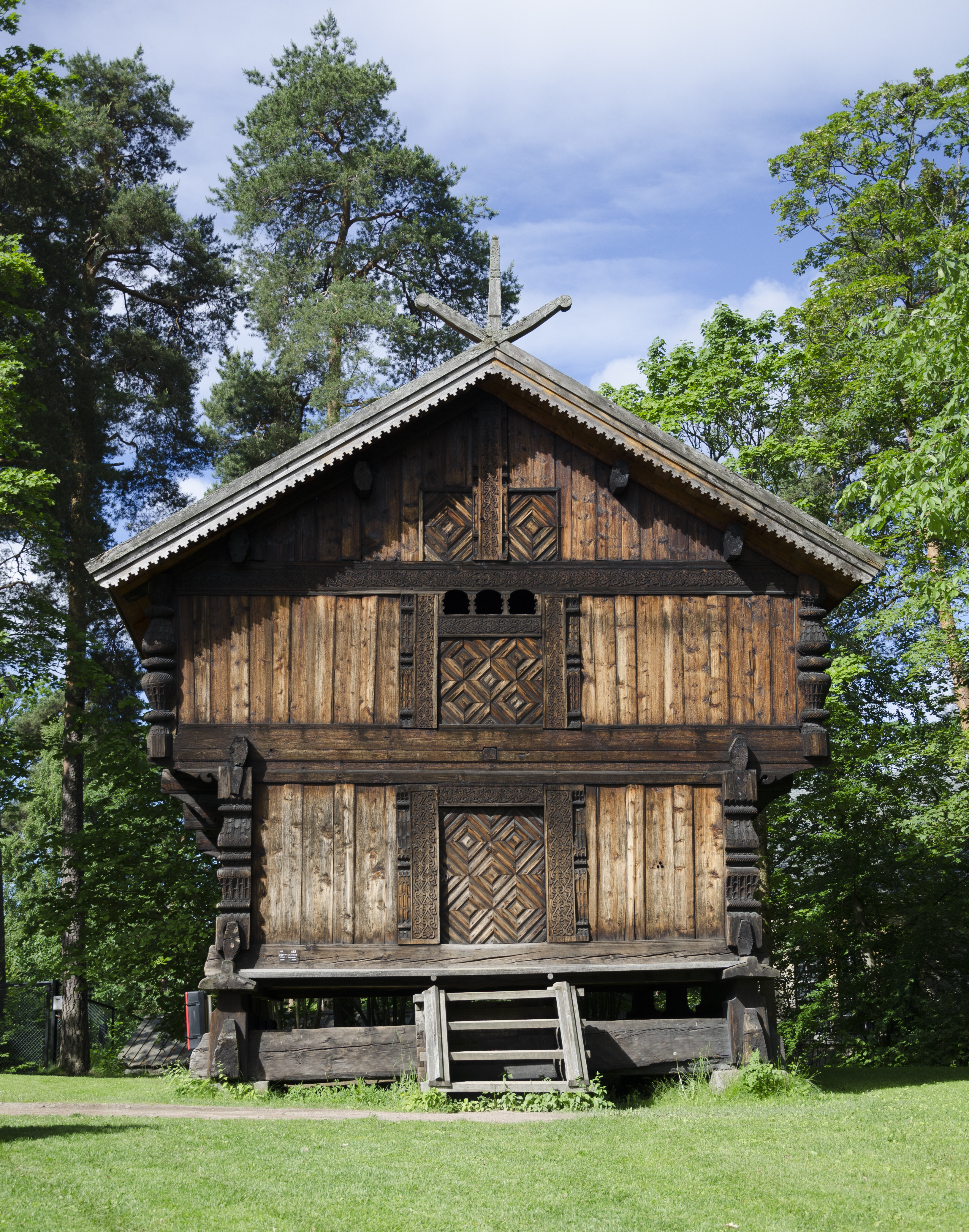
Loft, Telemark, asi 1750-60